# Lee Ki-ho
Lee Ki-ho (kor. 이기호; * 17. August 1984) ist ein ehemaliger südkoreanischer Eisschnellläufer.
Lee tritt national seit Ende 2001, international seit 2007 an. Im Januar 2007 gewann er bei den Asienmeisterschaften die Silbermedaille über 500 Meter und die Bronzemedaille über 1000 Meter. Der Spezialist für die Sprintstrecken trat in Salt Lake City zum Auftakt des Weltcups 2007/08 erstmals in der B-Gruppe an. Er gewann seine ersten drei Rennen, zwei über 500 und eines über 1000 Meter, und wurde im vierten Rennen über 1000 Meter Dritter. Beim folgenden Weltcup in Calgary trat Lee erstmals in der A-Gruppe an und wurde in seinem ersten Rennen über 500 Meter Sechster. Bei nationalen Meisterschaften stand Lee bisher stets hinter seinen Namensvettern Lee Kang-seok und Lee Kyou-hyuk. Hinter beiden gewann er 2007 seine erste Medaille über 500 Meter bei den nationalen Meisterschaften.

## Eisschnelllauf-Weltcup-Platzierungen
| Platzierung | 100 m | 500 m | 1000 m | 1500 m | 5000 m | 10000 m | Team |
| ----------- | ----- | ----- | ------ | ------ | ------ | ------- | ---- |
| 1. Platz    |       |       |        |        |        |         |      |
| 2. Platz    |       |       |        |        |        |         |      |
| 3. Platz    |       |       |        |        |        |         |      |
| Top 10      |       | 1     |        |        |        |         |      |

(Stand: 17. November 2007)